# Karl-Heinz Steffens
Karl-Heinz Steffens (* 28. listopadu 1961 Trevír) je německý klarinetista a dirigent. Byl hudebním ředitelem Norské národní opery a šéfdirigentem Německé státní filharmonie Porýní-Falc. Má zkušenosti s působením v mnoha orchestrech na prestižních divadelních scénách. Od sezóny 2019/2020 je hudebním ředitelem Státní opery v Praze.

## Životopis
Karl-Heinz Steffens je uznávaným dirigentem v operním i symfonickém světě – v posledních letech spolupracoval s Bavorským rozhlasovým symfonickým orchestrem, Berlínskou filharmonií, Izraelskou filharmonií, Lyonským národním orchestrem, Mnichovskou filharmonií, Královskou Stockholmskou filharmonií, salcburským Mozarteem nebo curyšským Tonhalle orchestrem. Často spolupracuje s rozhlasovými symfonickými orchestry v Berlíně, Kolíně nad Rýnem, Frankfurtu, Hamburku, Hannoveru, Lipsku a Stuttgartu.
Německá státní filharmonie Porýní-Falc získala pod jeho vedením mnoho ocenění. Mimo jiných cenu ECHO za nejlepší orchestr v roce 2015 za nahrávku díla B. A. Zimmermanna. V sezoně 2016/17 byla nominována na cenu německé Asociace hudebních vydavatelů Deutsche Musikverlegerverband za nejlepší koncertní program sezony.
Úspěšně také působí v operních domech. Steffens nastudoval v norské premiéře inscenaci Pelléas a Mélisanda v Norské národní opeře, kde rovněž nastudoval inscenace Cosi fan Tutte, Fidelio a Tosca v režii Calixta Bieita. Opakovaně dirigoval v Teatro alla Scala inscenace Cosi fan Tutte, Don Giovanni a Soumrak bohů. Nedávno debutoval v Curyšské opeře. Pravidelně spolupracuje s berlínskou státní operou (Staatsoper Unter den Linden), kde nastudoval např. Fidelia.
Vystupoval mj. s Nizozemskou filharmonií, turínským Teatro Regio, s Helsinskou filharmonií a se Symfonickým orchestrem v Norrköpingu. V sezoně 2018/2019 debutoval s Torontskými symfoniky. Ve Velké Británii Steffens spolupracuje se symfonickými orchestry v Birminghamu, Hallé a Bournemouthu.
Před svou dirigentskou kariérou byl Steffens uznávaným sólovým klarinetistou, jehož dráha vyvrcholila na pozici prvního klarinetisty Bavorského rozhlasového symfonického orchestru a Berlínské filharmonie.

### Angažmá v Národní divadle v Praze
Od sezony 2019/2020 je hudebním ředitelem Státní opery v Praze. 